# Schloss Stein (St. Marien)

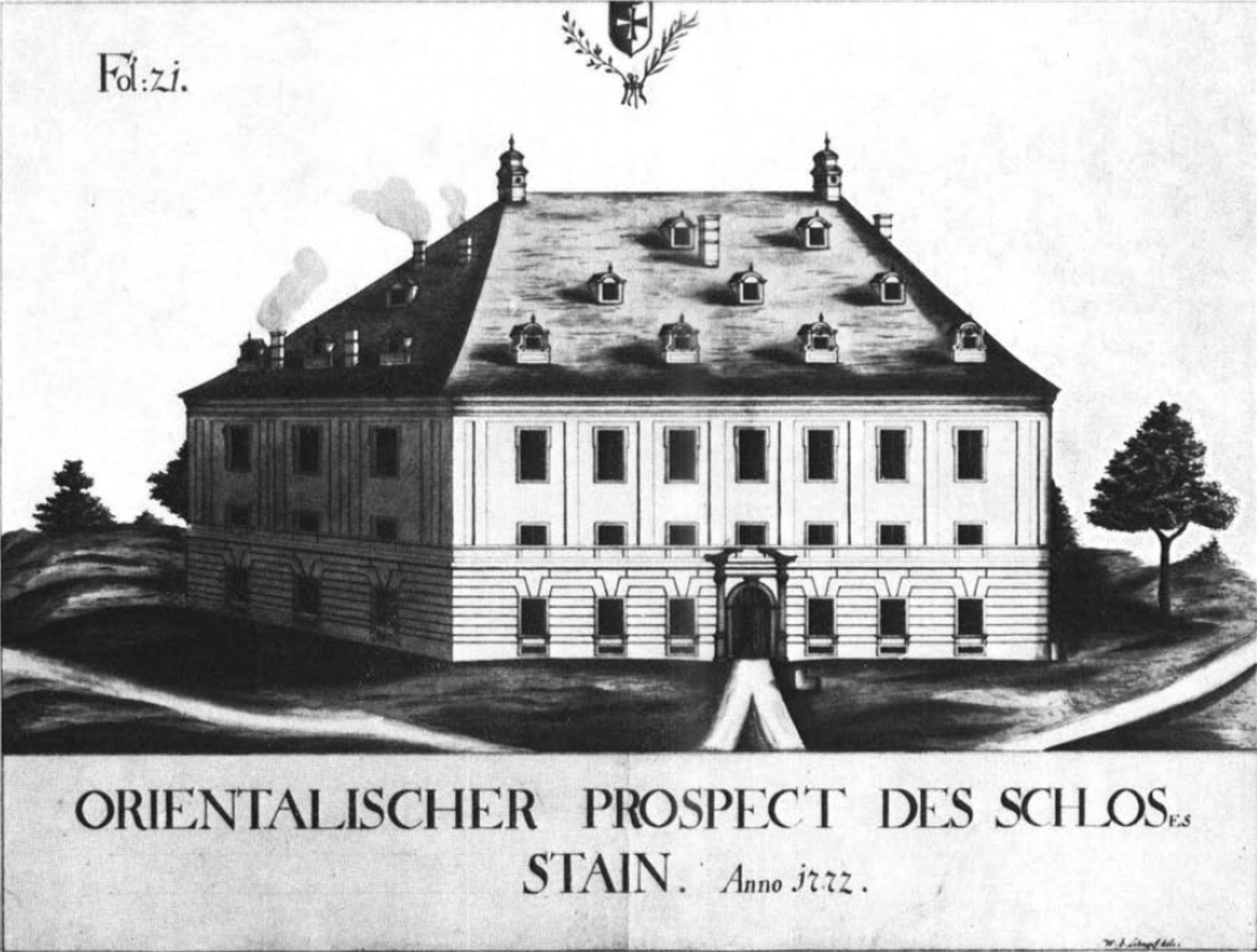
Schloss Stein bei St. Marien nach dem Orientalischen Prospekt (1772) von Schnepf

Das Schloss Stein lag in dem gleichnamigen Ortsteil der heutigen Gemeinde St. Marien im Bezirk Linz-Land in Oberösterreich.

## Geschichte

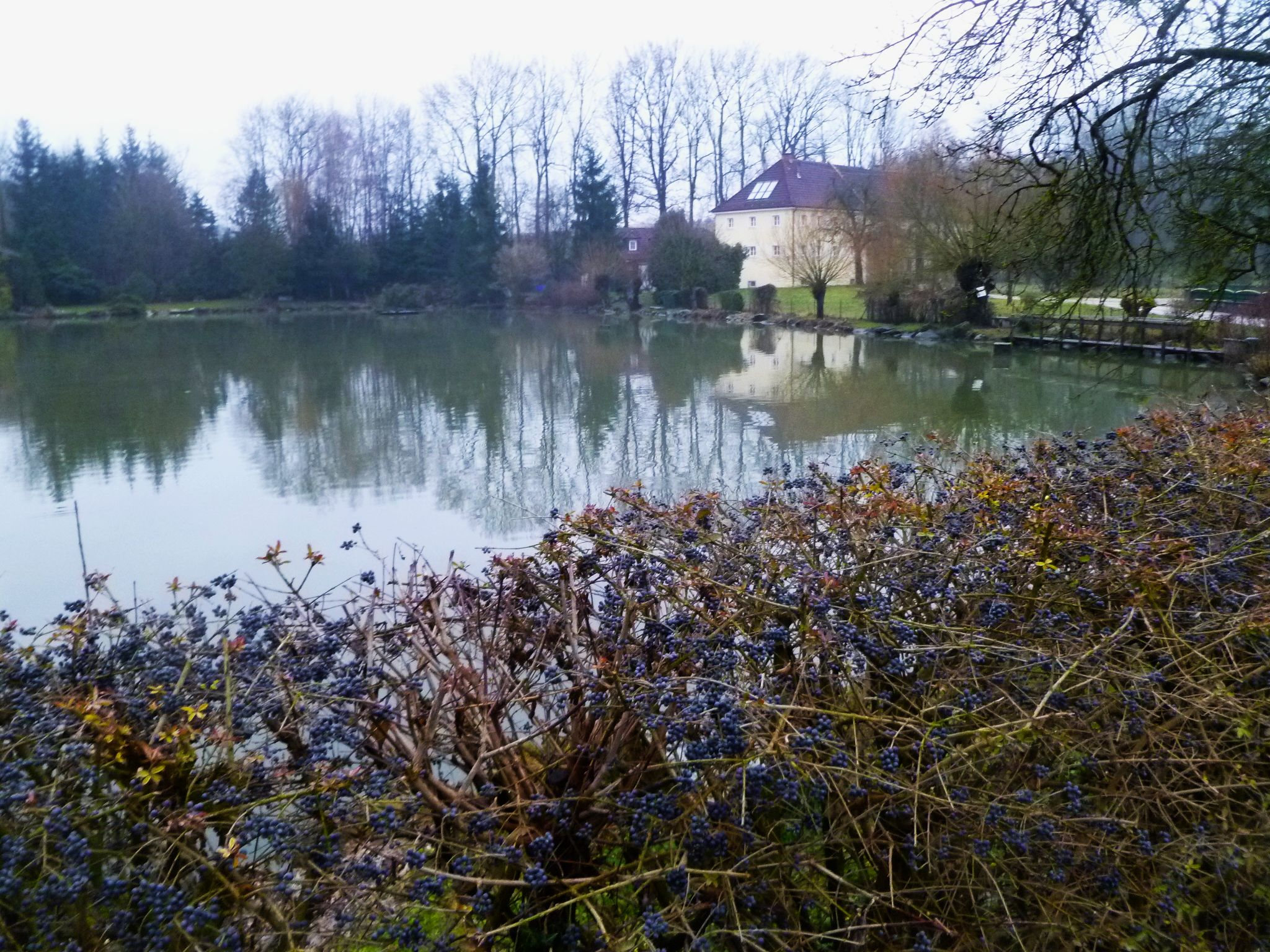
Meierhof und Teichanlage des Schlosses

Die Burg war der Sitz der Herren von Stein. Als im Jahre 1140 Imbrich, Bischof von Würzburg, auf Bitten Friedrichs von Rot die Brücke in Wels für Wanderer für mautfrei erklärte, werden ein Albuin von Stein und sein Sohn Pezelin unter den Zeugen erwähnt. Albero de Steine war dabei, als 1143 Markgraf Otakar III. von Steyr dem Kloster Garsten dessen Besitzungen bestätigte. Markgraf Otakar IV. von Steyr bestätigte 1180 einen Vertrag zwischen dem Kloster Garsten und Heinrich Tunchenstein und seiner Gemahlin Liutgard, die eine Tochter des Reinher von Stein war. Ein Merboto von Stein schlichtete 1200 einen Streit zwischen dem Stift Kremsmünster und mehreren seiner Ministerialen. Zwischen 1236 und 1266 scheint ein Ernest von Stein mehrmals als Zeuge in diversen Urkunden auf. 1272 werden in einer Urkunde von Stift Sankt Florian Friedrich von Stein und sein Sohn Leopold angeführt. Der letzte dieser Familie dürfte (um 1356) ein Dietmar von Stein gewesen sein.
Die Burg Stein war bereits zwischen 1304 und 1334 in den Besitz des Friedrich Kerschberger von dem Stein gekommen. Die Kerschberger waren Lehensleute der Volkensdorfer. Von den Brüdern Marchard und Ortlof Kerschberger kam Stein auf dem Erbweg an die Kuenburger. 1361 siegelte ein Friedrich der Kuenburger den Vertrag über die Güterteilung zwischen Friedrich und Heinrich von Wallsee. Katharina, Tochter von Heinrich Kerschberger und Witwe des Kuenburgers, vermählte sich zum zweiten Mal mit Engelhard Gruber zu Luftenberg. 1444 wurde sie zum zweiten Mal Witwe. 1490 muss Siegmund Kuenburger zum Stein bei Weißenberg zur Belagerung der Tettauer Schanze zwei Rüstwagen stellen. Dieser Siegmund hatte drei Töchter. Von denen vermählte sich Juliana 1508 mit Ulrich von Perkheim zu Hofeck, Anna 1527 mit Hans Fuetersass und Margarete auch 1527 mit Alexander Göttinger zu Haiding. Michael Kuenburger heiratete 1520 Johanna Grosser, Witwe nach Siegmund Stainböck. Wann die Kuenburger den Besitz an Stein verloren haben, ist nicht genau bekannt.
Auf die Kuenburger folgten die Volkensdorfer. 1598 erhielt Wolf Wilhelm von Volkensdorf von Kaiser Rudolf II. Stein als Lehen. Nach dem Tode von Wolf Wilhelm von Volkensdorf kam Stein 1620 an den Feldherrn Graf Johann t’Serclaes von Tilly. Um 1715 erfolgte ein Neubau des Schlosses. In dieser Familie verblieb Stein bis 1730. Der letzte t’Serklaes war der 1724 verstorbene Ferdinand Laurenz Franz Xaver t’Serklaes. Sein Erbe hat seine Schwester Maria Anna Katharina, Gemahlin von Anton d. ä. von Montfort, angetreten. Diese verkaufte 1730 Stein an den Johann Josef Clement Anton Freiherrn von und zu Weichs. Seine Witwe, Freiin Ludovica von Weichs, war sodann 1757 in den Besitz von Stein gelangt und verkaufte das Gut Stein 1764 an den Propst Engelbert vom Kloster St. Florian.
Der zu Stein gehörende Grundbesitz wurde in der ersten Hälfte des 19. Jahrhunderts zerstückelt und verkauft. 1848 wurde das Schloss bis auf ein Wohnhaus und ein Stallgebäude abgebrochen. Ein Teil davon gelangte an die Familie Wagner, dieser folgten 1910 die Aumayr nach.

## Schloss Stein heute

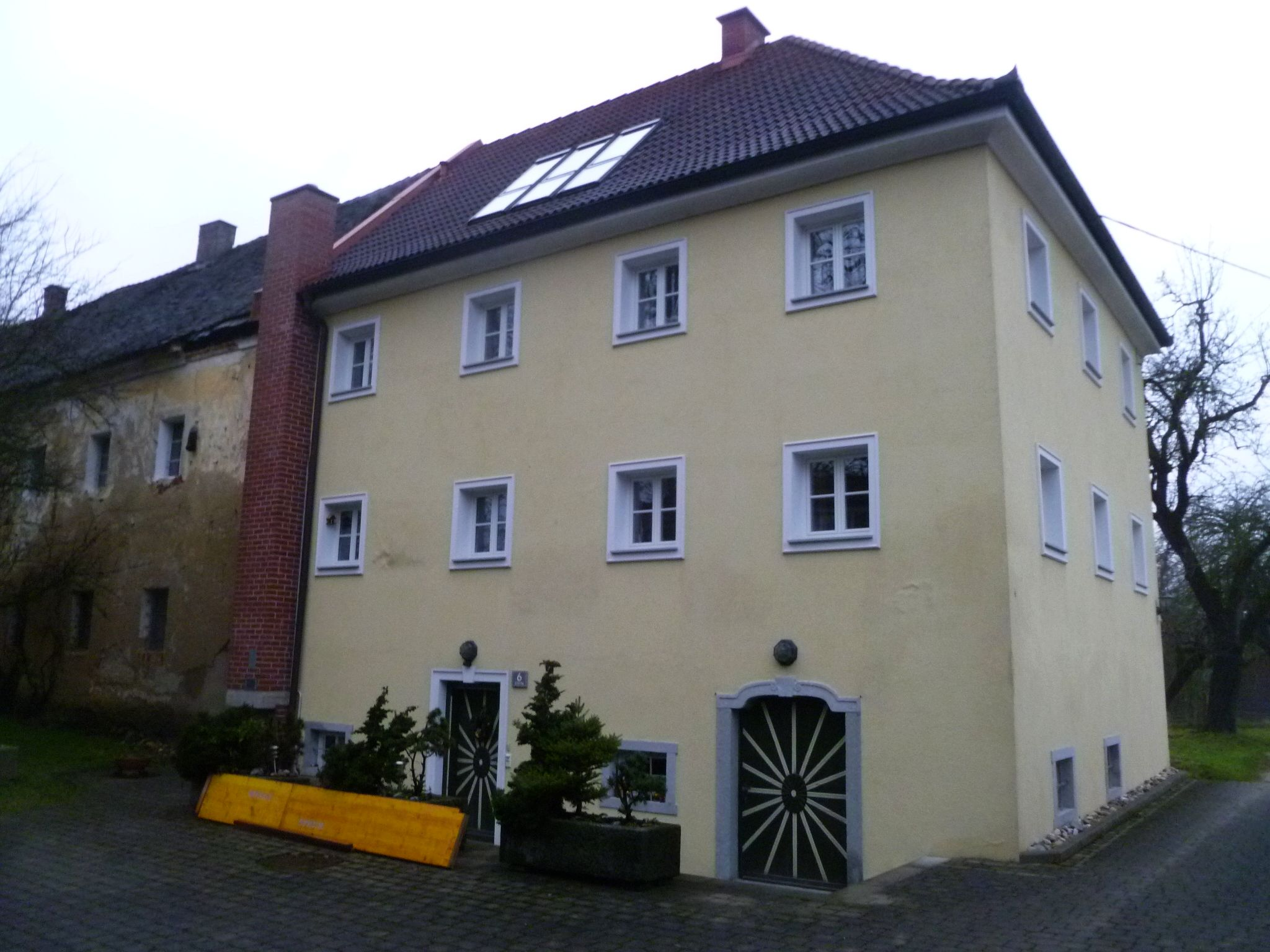
Teilrenovieter Meierhof des Schlosses

Der Palas von Schloss Stein war ein dreigeschoßiger Bau mit einem angebauten zweigeschoßigen Nebengebäude. Das Schloss stand an einem Teich.
Heute ist von Stein nur mehr ein Wirtschaftshof, der teilweise renoviert ist, übrig geblieben. Vor dem Gebäude liegt ein kleiner See, ein Rest des früheren Teiches. Im Ort ist noch die Erinnerung an weitere zum Schloss gehörige Gebäude, wie zum Beispiel die einstige Schmiede, wach.